# 프랑스 그랑프리

프랑스 그랑프리(영어: French Grand Prix)는 프랑스의 F1 경주이다.